# Khudi
Khudi (nep. खुदी) – gaun wikas samiti w zachodniej części Nepalu w strefie Gandaki w dystrykcie Lamjung. Według nepalskiego spisu powszechnego z 2001 roku liczył on 732 gospodarstw domowych i 3589 mieszkańców (1888 kobiet i 1701 mężczyzn).